# Rhagio caelebs
Rhagio caelebs är en tvåvingeart som först beskrevs av Harris 1776.  Rhagio caelebs ingår i släktet Rhagio och familjen snäppflugor. Inga underarter finns listade i Catalogue of Life.